# Rüdiger Stüwe
Rüdiger Stüwe (* 23. Mai 1939 in Braunsberg, Ostpreußen) ist ein deutscher Schriftsteller.

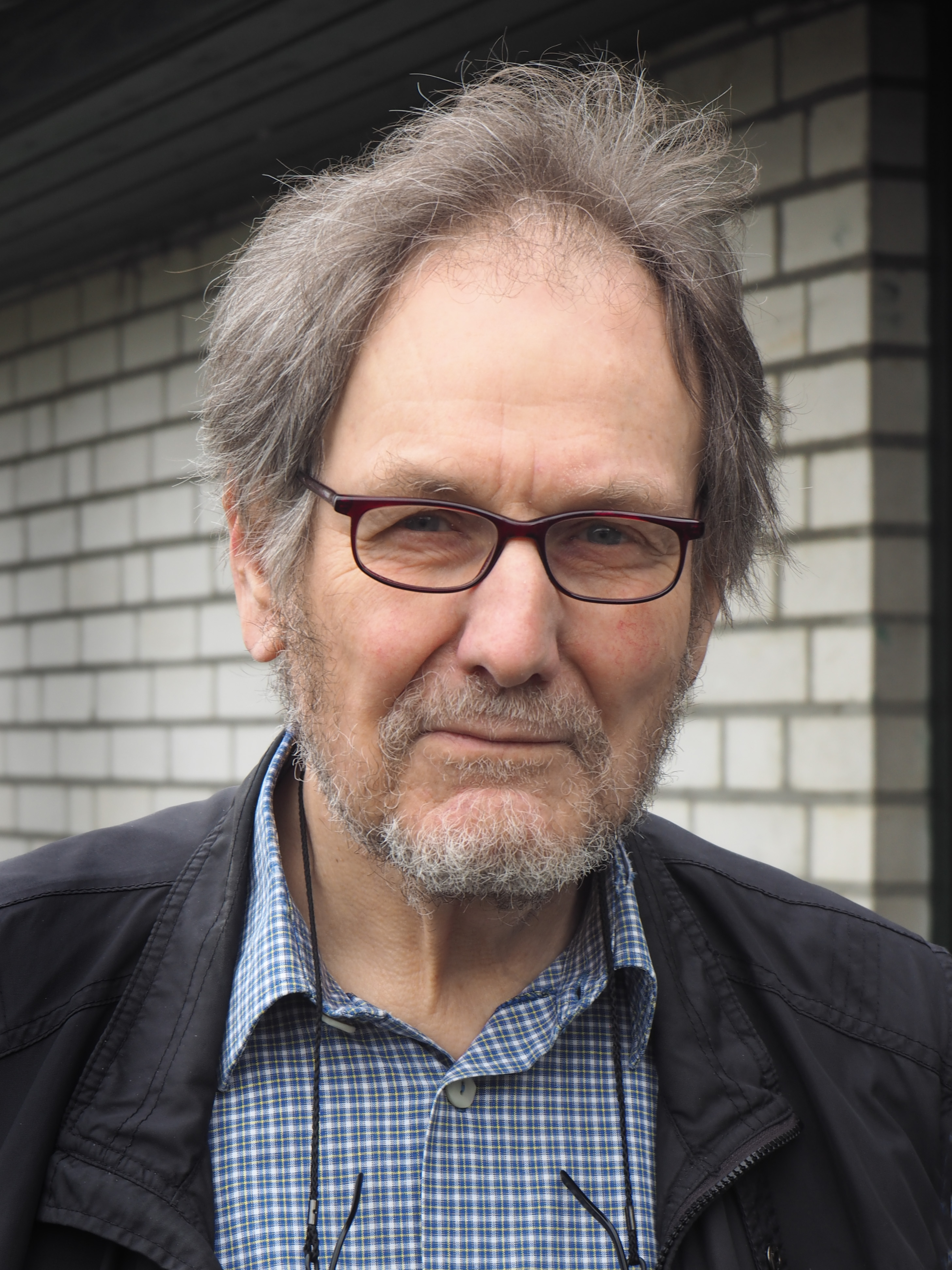
Rüdiger Stüwe, 2020

Stüwe absolvierte von 1957 bis 1960 eine Lehre zum Industriekaufmann und arbeitete bis 1961 als kaufmännischer Angestellter. Anschließend machte er auf dem Zweiten Bildungsweg das Abitur und studierte Germanistik und Geschichte in Saarbrücken und Hamburg. Er war bis 2002 als Lehrer an Hamburger Schulen tätig. Rüdiger Stüwe verfasst Lyrik und Prosa, die in Einzeltiteln sowie Anthologien und Literaturzeitschriften veröffentlicht wurden. 1995 debütierte er mit dem Gedichtband Gartenfrieden.
Rüdiger Stüwe lebt in Ellerbek.

## Veröffentlichungen

### Einzeltitel
- Gartenfrieden, Gedichte, Vorwort von Reimer Eilers, Scheffler Verlag, Herdecke 1995, ISBN 3-929885-69-7.
- … und lächeln in die Mondkabine. Gedichte, Verlag Dieter Broschat, Hohenwestedt 1999, ISBN 3-924256-84-5.
- Von Gummibriketts, Katapulten und Heidjern – Erinnerungen eines Flüchtlingskindes an die Nachkriegszeit. Verlag Atelier im Bauernhaus, Fischerhude 2001, ISBN 3-88132-217-5.
- Köstritzer statt Klassik. Gedichte mit Widerhaken, Vorwort von Günter Kunert, Geest Verlag, Vechta-Langförden 2007, ISBN 978-3-86685-070-5.
- Von Gummibriketts und Heidjern. Geschichten aus der Nachkriegszeit. Zeitgut Verlag, Berlin 2009, ISBN 978-3-86614-157-5.
- Traumschaukel, Erzählungen, Vorwort von Arno  Surminski, Wiesenburg Verlag, Schweinfurt 2014, ISBN 978-3-95632-191-7.
- Global ins Affental. Gedichte, Donat Verlag, Bremen 2017, ISBN 978-3-943425-71-0.
- Ich hatte Ellenbogen - Eine streitbare Frau aus Ostpreußen, Autobiographische Erzählung, Nachwort von Arno Surminski, Anthea Verlag, Berlin 2020, ISBN 978-3-89998-321-0.
- Gedanken in der Warteschleife - Ausgewählte Gedichte. Donat Verlag, Bremen 2024, ISBN 978-3-949116-24-7.

### Beiträge in Anthologien und Literaturzeitschriften (Auswahl)
- Klaus Isele/Peter Salomon (Hrsg.): Sein heißes Lied schreit donnernd der Motor (100 Autogedichte), BoD Norderstedt 2021, ISBN 978-3-7526-6748-6.
- Anton G. Leitner  (Hrsg.): Die Wiederentdeckung der Liebe, DAS GEDICHT: Zeitschrift für Lyrik, Essay und Kritik. Band 28, Anton G. Leitner Verlag, Weßling 2020–2021, ISBN 978-3-929433-86-9.
- Axel Kutsch (Hrsg.): Versnetze_13, Deutschsprachige Lyrik der Gegenwart. Verlag Ralf Liebe, Weilerswist 2020, ISBN 978-3-948682-02-6
- Axel Kutsch (Hrsg.): Fährten des Grauens  (Grusel- und Horrorgedichte). Verlag Ralf Liebe, Weilerswist 2021, ISBN 978-3-948682-25-5.
- Axel Kutsch (Hrsg.); Versnetze_14, Deutschsprachige Lyrik der Gegenwart. Verlag Ralf Liebe, Weilerswist 2021, ISBN 978-3-948682-20-0.
- Axel Kutsch (Hrsg.); Versnetze_15, Deutschsprachige Lyrik der Gegenwart. Verlag Ralf Liebe, Weilerswist 2022, ISBN 978-3-948682-36-1.
- Markus Peters, Sabine Schiffnerr, Amir Shaheen (Hrsg.): und kein Gedicht will Abschied von dir nehmen (deutschsprachige Lyrik der Gegenwart).Verlag Ralf Liebe, Weilerswist 2024, ISBN  978-3-948682-54-5.
- Anton G.  Leitner (Hrsg.). Laut & leise, DAS GEDICHT: Zeitschrift für Lyrik, Essay und Kritik. Bd. 31, Anton G. Leitner Verlag,  Weßling 2023–2024, ISBN 978-3-929433-89-0.
- Anton G. Leitner (Hrsg.). Menschlichkeit, DAS GEDICHT: Zeitschrift für Lyrik, Essay und Kritik. Bd. 32, Anton G. Leitner Verlag, Weßling  2024-2025, 6. ISBN 978-3-929433-90-6.

- Norbert Weiß (Hrsg.): SIGNUM, Blätter für Literatur und Kritik, Heft 1, Dresden 2020, ISSN 1438-9355.
- Ralph Grüneberger (Hrsg.): Fahren  & Gefahren, Poesiealbum neu, Nr. 1/2021, edition kunst & dichtung, Leipzig 2021, ISSN 2193-9683.
- Ralph Gründeberger (Hrsg.): Poesie & Narrheit, Poesiealbum neu, Nr. 2/2020, edition kunst & dichtung, Leipzig 2020, ISSN 2193-9683.
- Anton G. Leitner (Hrsg.): Der poetische Dreh,  DAS GEDICHT: Zeitschrift für Lyrik, Essay und Kritik. Band 26, Anton G. Leitner Verlag, Weßling 2018–2019, ISBN 978-3-929433-84-5.
- Norbert Weiß (Hrsg.): Signum: Blätter für Literatur und Kritik. Heft 2, Dresden 2017, ISSN 1438-9355.
- Kreiskulturverband Pinneberg e.V. (Hrsg.): Pinneberg wortreich umkreist. Wiesenburg Verlag, Schweinfurt 2017, ISBN 978-3-95632-606-6.
- Anton G. Leitner (Hrsg.): Mach dein erstes Türchen auf! Neue Gedichte zur Weihnacht, Reclam-Verlag, Stuttgart 2016, ISBN 978-3-15-011080-5.
- Rolf von Bockel/Peter Schütt (Hrsg.): Stadtpark mon amour-nicht nur Romanzen aus dem Hamburger Stadtpark, von Bockel Verlag, Neumünster 2015; ISBN 978-3-95675-002-1.
- Gino Leineweber (Hrsg.): Meere, Langen/Müller, München 2007; ISBN 978-3-7844-3083-6.
- Theo Breuer (Hrsg.): NordWestSüdOst, Edition YE, Sistig/Eifel 2003; ISBN 3-87512-192-9.

### Radiosendung
Von 2003 bis 2018 wurde die von Rüdiger Stüwe eingerichtete und moderierte Sendung 15 Minuten für die Lyrik im Hamburger Lokalradio gesendet (UKW 96,0 MHz, Kabel 95,45 MHz).

### Wissenschaftliche Publikationen (Auswahl)
- Peter Grundke/Rüdiger Stüwe: Pädagogische Konflikte. In: Westermanns Pädagogische Beiträge. S. 386 ff, Oktober 1980.
- Rüdiger Stüwe: Die Wohnfrage ist eine Lohnfrage. In: Ottensen. Zur Geschichte eines Stadtteils. Ausstellungskatalog, Ottensen 1983.
- Gunter Hirt/Rüdiger Stüwe: Die Entwicklung der Arbeiterbewegung von den Anfängen bis 1890. In: Geschichte der Arbeiterbewegung I. GEW-Materialien für den Unterricht, 4. Auflage 1981.